# Vicarsford Cemetery Chapel

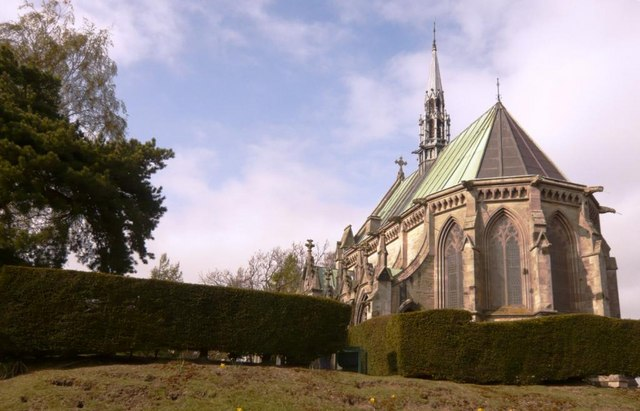
Vicarsford Cemetery Chapel

Die Vicarsford Cemetery Chapel, auch Lady Leng Memorial Chapel, ist eine Grabkirche nahe der schottischen Ortschaft Drumoig in der Council Area Fife. 1973 wurde das Bauwerk als Einzeldenkmal in die schottischen Denkmallisten zunächst in der Kategorie B aufgenommen. Die Hochstufung in die höchste Denkmalkategorie A erfolgte 2010. Des Weiteren bildet die Vicarsford Cemetery Chapel zusammen mit umliegenden Bauwerken ein Denkmalensemble der Kategorie B.

## Geschichte
Die Kapelle wurde zwischen 1895 und 1897 erbaut. Für den Entwurf zeichnet der lokale Architekt Thomas Martin Cappon verantwortlich. In die Planung des 1890 eingerichteten umgebenden Friedhofs war Cappon vermutlich ebenfalls einbezogen. Grabkirchen sind in Schottland sehr selten. Ein weiteres Beispiel ist die Murray Chapel in Lanark. Lady Leng stiftete die nicht-konfessionelle Kirche.

## Beschreibung
Die Vicarsford Cemetery Chapel steht isoliert auf einer Anhöhe inmitten des umgebenden Friedhofs wenige hundert Meter nördlich von Drumoig. Stilistisch ist der vier Achsen weite neogotische Bau stark an die französische Ausprägung der Gotik des 13. Jahrhunderts, konkret an die Ausgestaltung der Sainte-Chapelle in Paris, angelehnt. Entlang der durch Strebepfeiler gegliederten Fassaden ziehen sich spitzbogige Maßwerke mit Bleiglasfenstern und Vierpässen. Die Apsis ist polygonal. An der Ostseite tritt das Eingangsportal mit Wimperg heraus. Die Kirche schließt mit einem Kupferdach.